# Ішана Нагара
Ішана Нагара (Īśāna Nāgara IAST), також Ішана Тхакур (Īśāna Ṭhākura IAST; 1498 —?) — крішнаїтський святий, що жив в Бенгалії в XVI столітті. Ішана був близьким сподвижником і учнем Адвайта Ачар'ї.  Йому приписується авторство агіографії Ачар'ї під назвою «Адвайта-Пракаша». Цей твір часто видається за найранніший Гауді-вайшнавский текст на бенгалі, складений за два роки до «Чайтан'я-бхагавати». Проте, насправді «Адвайта-Пракаша» була написана в кінці XIX століття автором на ім'я Ачьютачарана Чаудхурі Таттванідхі. 